# Map Camera

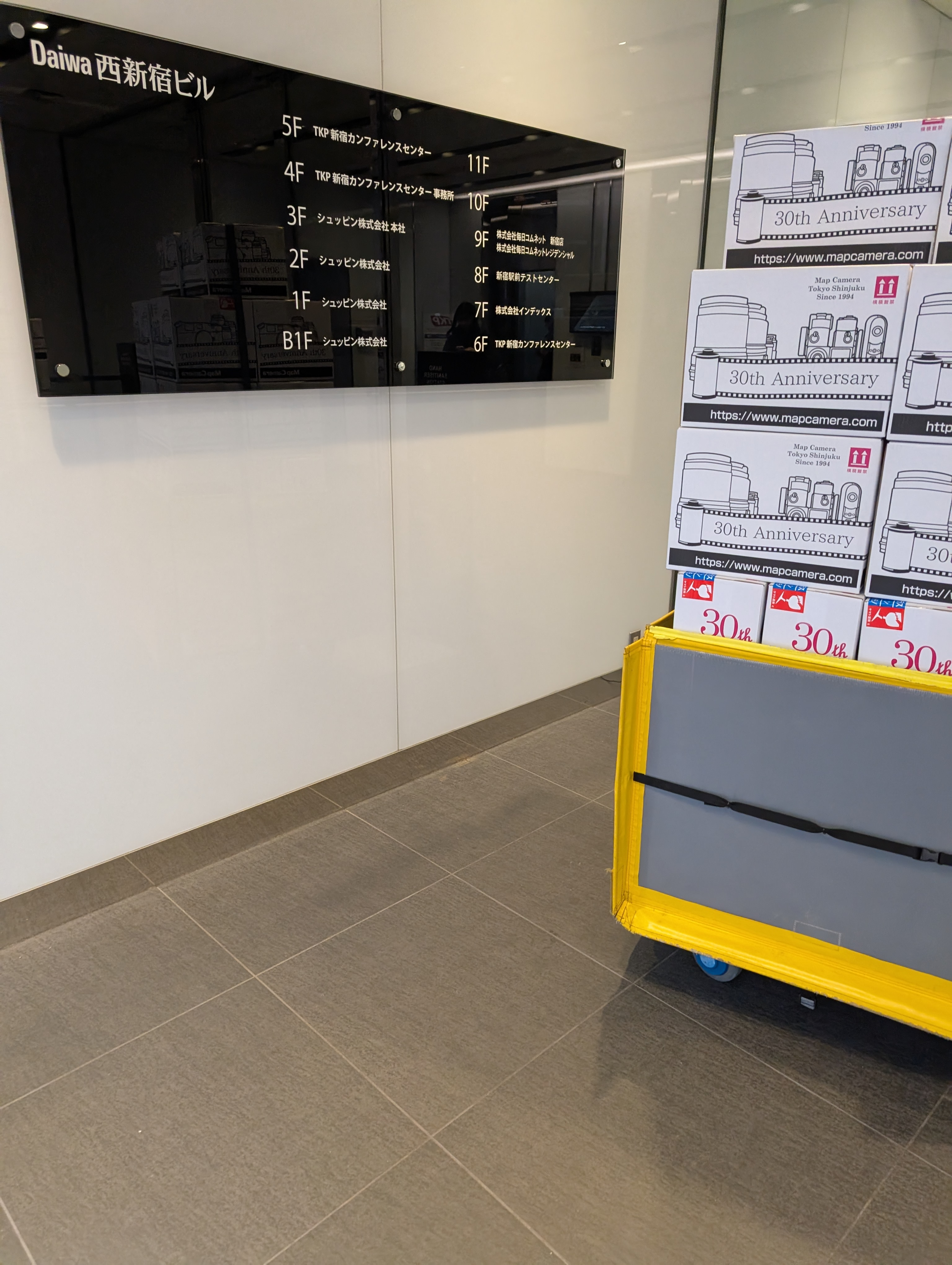
30th Anniversary mapcamera.com と記された箱（Daiwa 西新宿ビル）

Map Camera（マップカメラ）とは、シュッピン株式会社が運営するカメラ通販サイトである。

## 概要
カメラおよびカメラ関係用品のインターネットでの販売も早くから手がけており、取引はインターネット、確認は店舗という実店舗のショールーミング化をビジネスモデルとして掲げるなど、ネットと実店舗の相乗効果を高める施策を特徴としている。
実店舗は新宿区西新宿1丁目に所在。インターネットと店舗の取り扱い比率は約1：1。新品と中古品の比率はおよそ1：1。

## 沿革
- 1994年8月 - 株式会社マップグループ(現:株式会社エムジー)において、カメラ販売事業「Map Camera」を運営開始。
- 2005年8月 - シュッピン株式会社設立。
- 2005年12月 - シュッピン株式会社に営業譲渡。
- 2006年2月 - シュッピン株式会社にカメラ店舗営業部門を営業譲渡。
- 2007年11月 - 1号店をリニューアルオープン[2]。
- 2012年12月 - 運営会社のシュッピン株式会社が東証マザーズ市場に上場。
- 2013年2月 - マップカメラ本館地下1階にライカブティックがオープン[3]。
- 2013年6月 - マップカメラ本館およびマップカメラWESTのフロアをリニューアル[4]。
- 2014年9月 - 下取り前に購入品が届く「先取交換」を開始[5]。
- 2014年10月 - オリジナルブランド「BLACK TAG」を発売開始[6]。
- 2015年12月 - 運営会社のシュッピン株式会社が東証一部に上場。
- 2015年12月 - 「見積りSNS」サービス開始[7]。
- 2018年10月 - 下取りセンターが新規オープン[8]。

## 特徴
- 商品販売 - カメラ及びカメラ関係用品の販売を行う。新品と中古商品の両方を扱い、中古商品は質・状態を表記し販売する。新商品の予約にも対応。時間限定のセールを行うことや、Map Cameraオリジナル商品・独自のセットを販売することがある[9]。
- 買取 - 中古カメラ及びレンズの買取を行う。オンラインで買取見積が可能。同社には「One Price買取」というサービスがあり、対象商品は状態を問わず、基本同額で買取を行う。
- 先取/下取交換 - 商品を購入することを条件に、売却する商品と購入する商品の差額だけ決済できるサービス。購入する商品を先に受け取ることが可能。
- シュッピンポイント - カメラ及びカメラ関係用品の買取の際、シュッピン株式会社が運営する各サイト共通で使える「シュッピンポイント」を貯めることができる。
- Kasyapa - 新製品を中心としたカメラ及びレンズのレビュー記事を掲載している。
- マップタイムズ - 同社スタッフによるフォトブログ。
- コミュレビ - ユーザーが製品のレビューを行うことができるサービス。文章や評価だけでなく、写真をアップロードすることができる。
- 見積もりSNS - ユーザーが販売しているカメラ及びカメラ関係用品を選び、見積もりを作成するサービス。作成した見積もりはSNSなどで共有することができる。

## その他
- 2014年に、同社の20周年を記念し、ライカMの限定バージョン「LEICA M 20th Anniversary Map Camera」が販売された。[10]
- 株式会社エムジー (MG Inc.)のカメラ機材レンタル事業であるMAP RENTALとは全く関係が無い。同じ新宿駅付近において事業を行うため混同されやすい[11]。